# Anatolische Plaat

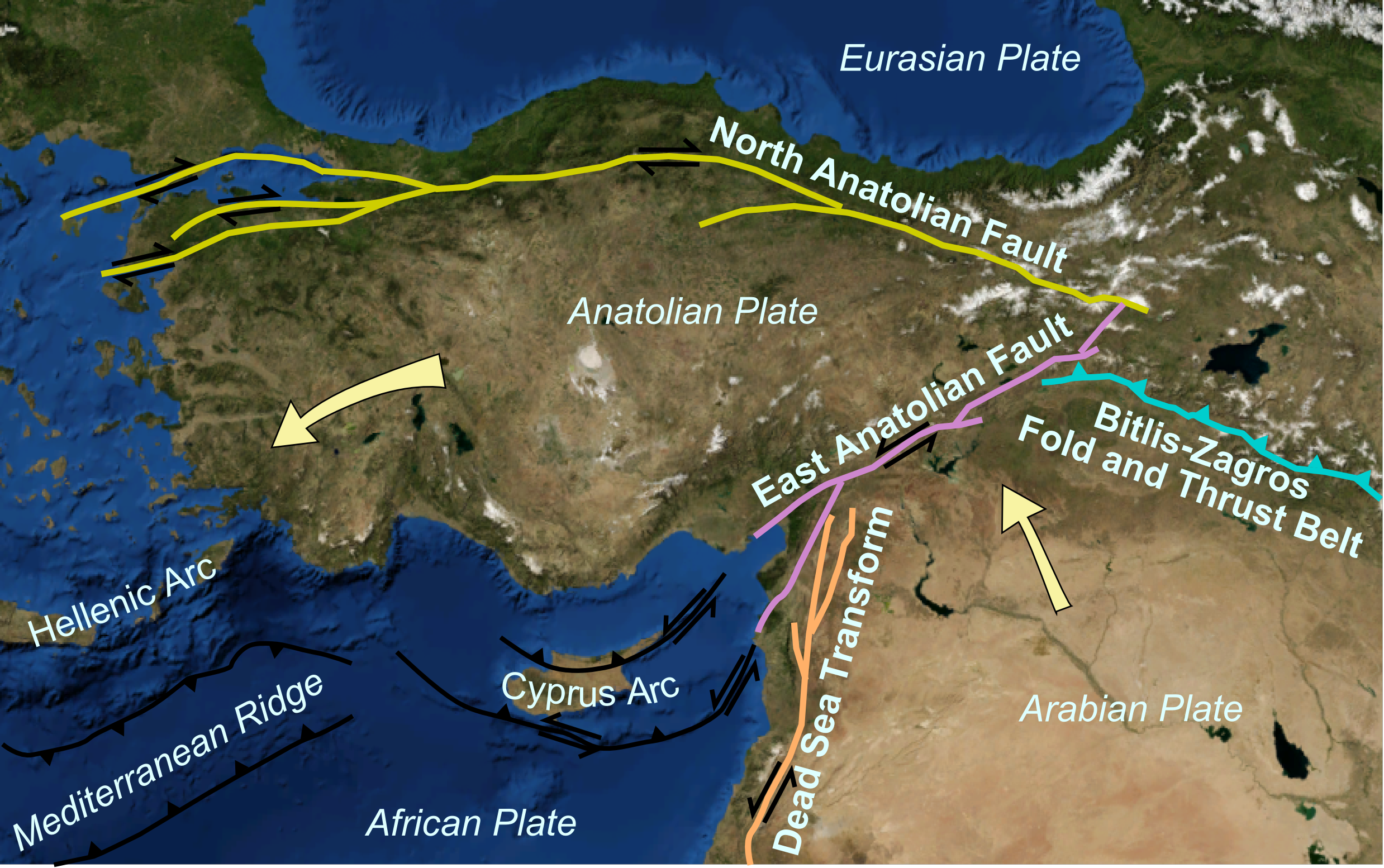
De Anatolische Plaat

De Anatolische Plaat is een kleine tektonische plaat die het westen en midden van Turkije (Anatolië) beslaat. De plaat wordt vaak als onderdeel van de Euraziatische Plaat gezien, maar beweegt zelfstandig.

## Ligging
De Anatolische Plaat grenst in het noorden aan de Euraziatische Plaat met de Noord-Anatolische Breuk, een grote zijschuiving. In het westen grenst de plaat met een stelsel van breuken langs de Ionische kust aan de Egeïsche Plaat, een andere kleinere plaat. In het zuidwesten grenst de plaat aan de Afrikaanse Plaat met een divergente plaatgrens, die vlak ten zuiden van Cyprus ligt. In het zuidoosten heeft de plaat een transforme plaatgrens met de Arabische plaat.
De grenzen van de Anatolische en Arabische Platen in Turkije en Iran zijn een stelsel van grote zijschuivingen, waarlangs vaak (zware) aardbevingen voorkomen.

## Plaattektonische geschiedenis
Het stuk continentale korst dat tegenwoordig de Anatolische Plaat vormt was onderdeel van Cimmeria, een klein langwerpig continentaal fragment dat in het Perm (rond 250 miljoen jaar geleden) losbrak van het grote paleocontinent Gondwana. In het Laat-Krijt was Cimmeria met de Cimmerische orogenese tegen de zuidelijke rand van Eurazië aan komen te liggen en onderdeel geworden van de Euraziatische Plaat. Daarbij was de oceaan ten noorden van Cimmeria, de Paleotethys Oceaan, verdwenen.
Als gevolg van de divergente beweging van Afrika en Eurazië vanaf het Laat-Krijt (vanaf 80 miljoen jaar geleden) werd ook de Tethys Oceaan ten zuiden van Anatolië steeds kleiner. Als gevolg van het openen van de Rode Zee in het Mioceen begon de Arabische plaat tegen de klok in te roteren en kwam in botsing met de Euraziatische plaat. Dit zorgt voor een noord-zuid gerichte tektonische compressie in het gebied rond Oost-Turkije en West-Iran, als gevolg waarvan Anatolië als het ware naar het westen geperst wordt, waarbij het als een zelfstandige plaat is gaan bewegen.